# Side to Side
„Side To Side“ е песен, записана от американската певица Ариана Гранде.
Издадена е като трети сингъл от третия ѝ студиен албум Dangerous Woman на 30 август 2016. Реге-поп песента включва гост вокали от тринидадската рапърка Ники Минаж.